# Braya
Genre
Braya est un genre de plantes à fleurs de la famille des Brassicaceae.

## Quelques espèces
- Braya alpina Sternb. & Hoppe
- Braya fernaldii Abbe[Lequel ?]
- Braya forrestii W.W.Sm.
- Braya glabella Richardson
- Braya humilis (C.A.Mey.) B.L.Rob.
- Braya linearis Rouy
- Braya longii Fernald
- Braya pilosa Hook.
- Braya purpurascens Bunge ex Ledeb.[2]
- Braya rosea (Turcz.) Bunge
- Braya scharnhorstii Regel & Schmalh.
- Braya thorild-wulffii Ostenf.